# Женитьба королевы Виктории (картина)
Женитьба королевы Виктории (англ. The Marriage of Queen Victoria) — картина британского художника Джорджа Хейтера, написанная в 1842 году.

## Описание
На ней изображена свадьба королевы Виктории, правящего монарха Соединённого Королевства, и её принца-консорта Альберта 10 февраля 1840 года в Королевской часовне Сент-Джеймсского дворца в Лондоне. Как и в случае с его более ранними работами, Хейтер потратил много времени на создание индивидуальных портретов различных участников. Среди тех, кто изображён на картине, помимо Виктории и Альберта, — бывший премьер-министр Артур Уэлсли Веллингтон, Уильям Хоули, Эдвард Венейблс-Вернон-Харкорт, Августа Гессен-Кассельская и вдовствующая королева Аделаида Саксен-Мейнингенская. На картине изображены пятьдесят шесть человек, большинство из которых позировали Хейтеру в период с 1840 по 1842 год, за заметным исключением Аделаиды, которую он нарисовал по миниатюрному изображению. В правом нижнем углу он также изобразил свой автопортрет.

## История
Хейтер прославился как художник, изображающий важные сцены из общественной жизни, благодаря своей картине «Суд над королевой Каролиной», выставленной в 1823 году. В 1839 году он написал картину «Коронация королевы Виктории», на которой была изображена коронация молодой королевы в 1838 году. В 1841 году Виктория назначила его главным художником.
Затем Хейтер написал ещё одну картину «Крещение принца Уэльского», изображающую церемонию с участием будущего Эдуарда VII, завершённую в 1845 году. Он начал работу, ещё не закончив свадебную картину.
Сегодня картина является частью Королевской коллекции и выставлена в Букингемском дворце.